# Algolagnia
Algolagnia (stgr. ἄλγος, algos – ból, stgr. λαγνεία, lagneia – pożądanie) – zaburzenie seksualne polegające na osiąganiu satysfakcji poprzez zadawanie bólu (w szczególności w miejscach stref erogennych) i cierpienia sobie lub innej osobie. Istnieją dwa rodzaje algolagnii: masochizm oraz sadyzm.
Przeprowadzone badania wskazują na różnice w interpretacji impulsów nerwowych przez mózgi osób z algolagnią.